# Meum sibiricum
Meum sibiricum är en flockblommig växtart som beskrevs av Spreng.. Meum sibiricum ingår i släktet björnrötter, och familjen flockblommiga växter. Inga underarter finns listade i Catalogue of Life.